# Mathilde Panot
Mathilde Panot (Tours, 15 de enero de 1989) es una política francesa. Diputada del partido Francia Insumisa, por la circunscripción de Valle del Marne desde 2017, desde octubre de 2021 preside su grupo parlamentario en la Asamblea Nacional.

## Biografía
Mathilde Panot nació de la periferia de Orleans. y pasó su infancia y adolescencia en Saint-Pryvé-Saint-Mesmin. Tiene una maestría en relaciones internacionales del Instituto de Estudios Políticos de París (promoción de 2013),
Después de hacer un voluntariado con ATD Cuarto Mundo a los 18 años, estuvo contratada, hasta 2016, por la asociación Voisin Malin, donde trabajó como directora de equipo. El objetivo de la asociación es apoyar la solidaridad entre el vecindario en los barrios.

### Trayectoria política
Su primer acto como activista política fue su participación en el movimiento contra el primer contrato de trabajo (CPE) en 2005.
En diciembre de 2015 participó en la creación de la asociación L' Ère du peuple con Laurent Mafféïs y Bastien Lachaud. La asociación tiene como objetivo « servir de apoyo técnico y logístico a todas las iniciativas que se tomen al servicio de las ideas desarrolladas por Jean-Luc Mélenchon para llevar a cabo la revolución ciudadana » . Mathilde Panot la secretaria de la organización y Bastien Lachaud su tesorero.
En campaña de Jean-Luc Mélenchon en el contexto de las elecciones presidenciales francesas de 2017, Mathilde Panot fue coordinadora de los grupos de apoyo de La France insoumise e impulsora de las "caravanas por la igualdad de derechos" cuyo objetivo es ir a los barrios populares, donde la tasa de abstención es la más alta.

#### Diputada desde 2017
En las elecciones legislativas de 2017, fue elegida diputada por el décimo distrito electoral de Valle de Marne frente al candidato de La République en Marche Sheerazed Boulkroun, con el 52,2 % de votos emitidos. En la Asamblea Nacional, es miembro de la Comisión de Desarrollo Sostenible y Ordenamiento Territorial. El 12 de septiembre de 2018 tras el nombramiento de François de Rugy en el gobierno, se presentó a las elecciones a la presidencia de la Asamblea Nacional, frente a Richard Ferrand, que resultó elegido.
En 2018, fue miembro de la comisión de investigación sobre seguridad tecnológica y física de las instalaciones nucleares, que destacó especialmente las dificultades de 160 000 subcontratados del sector. En septiembre de 2019 presentó un proyecto de ley para proteger a estos trabajadores.
El 18 de junio de 2019 fue elegida por unanimidad vicepresidenta del grupo parlamentario La France insoumise en la Asamblea Nacional, un puesto de nueva creación.
El 1 de octubre de 2019 durante una visita a Argelia para reunirse con personalidades políticas y activistas que participan en el Hirak. Mathilde Panot fue detenida por la policía en Béjaïa, uno de los centros activos de la protesta, y devuelta a Argel.
El 2 de febrero de 2021, cuando iba a tomar la palabra en la Asamblea Nacional, el diputado Pierre Henriet la llamó "pescadera". Panot lo consideró un insulto machista y pidió oficialmente una sanción: "No es una cuestión personal. Es nuestra institución la que no debe dejar pasar esto. Hay demasiado sexismo en la Asamblea Nacional", recordando los insultos lanzados contra otras diputadas. Pierre Henriet se disculpó con ella en Twitter afirmando que sus comentarios " no es en modo alguno un insulto y menos sexista». El 9 de febrero de 2021, el diputado fue sancionado con una llamada al orden con inscripción en acta, lo que le supuso la privación de la cuarta parte de su asignación parlamentaria durante un mes. El 26 de febrero de 2021, Mathilde Panot fue a encontrarse con una pescadera en Morbihan que había hablado en la prensa sobre el incidente, y la acompañó durante su jornada laboral para dar testimonio de la dureza de su trabajo.
En 2021 presidió una comisión de investigación” sobre la apropiación de los recursos hídricos por intereses privados y sus consecuencias en Guadalupe.
El 12 de octubre de 2021 sucedió a Jean-Luc Mélenchon en la presidencia del grupo parlamentario Francia Insumisa, convirtiéndose así en la persona más joven en presidir un grupo parlamentario en la historia de la Asamblea Nacional.

## Posiciones

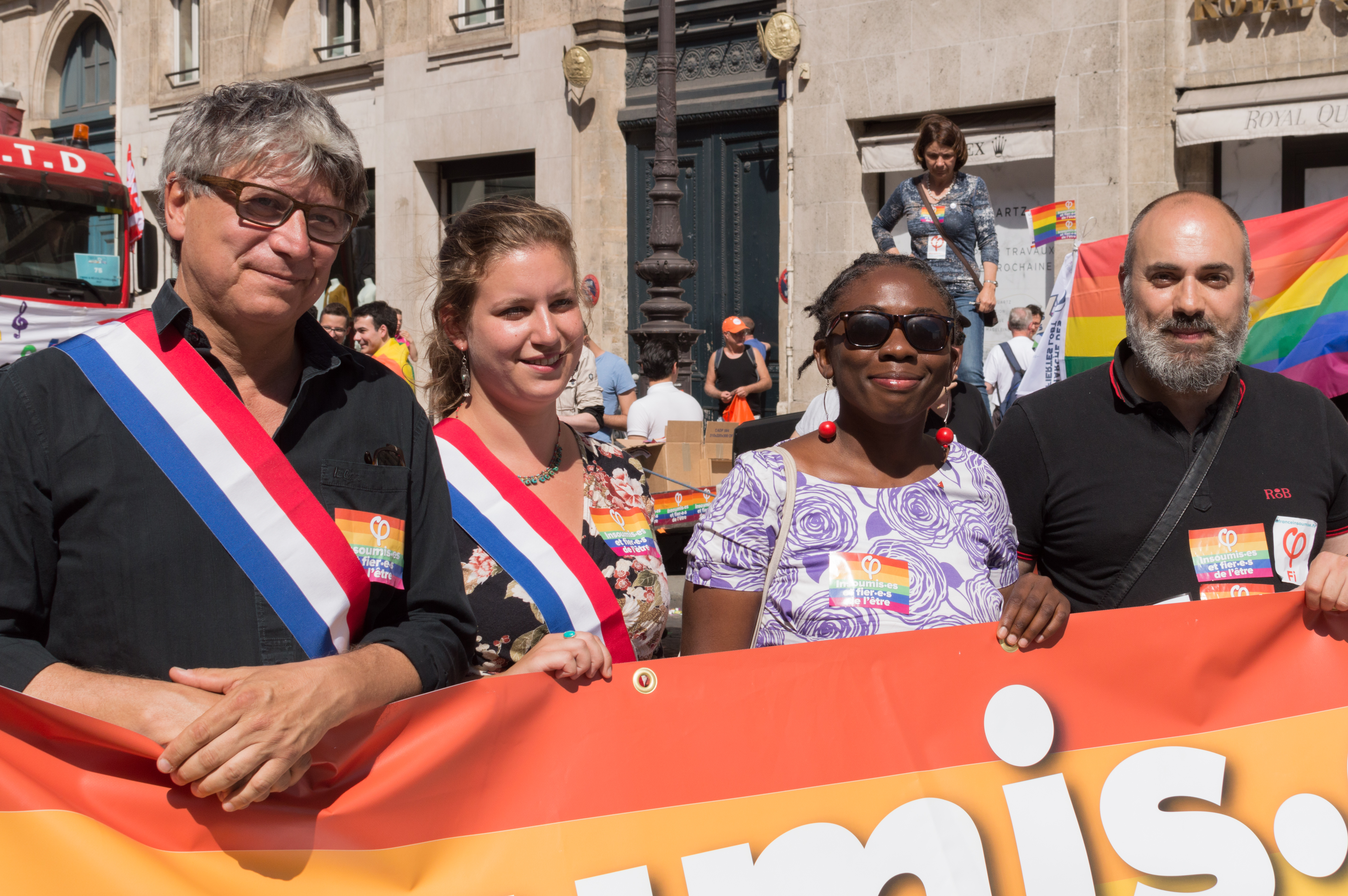
Mathilde Panot (segunda desde la izquierda) en la Marcha del Orgullo de París en 2017.

En octubre de 2017 pidió la creación de una comisión de investigación sobre la actuación de los poderes públicos frente al huracán Irma, luego una segunda sobre las circunstancias del asesinato del presidente del Consejo Nacional Revolucionario de Burkina Faso, Thomas Sankara.
Comprometida con el tema de la "ecología popular", fue responsable de la campaña de Francia Insumisa en 2018 "Salir de la energía nuclear por energías 100% renovables". Organizó una votación ciudadana sobre el tema de la energía nuclear en Francia en la que votaron 314.530 personas entre el 11 y el 18 de marzo de 2018 en 2000 puntos de votación o en votación electrónica. El abandono de la energía nuclear obtuvo el 93 % de votos. Tras los resultados de esta votación, presentó un proyecto de ley coelaborado con la ciudadanía para la salida de la energía nuclear y el desarrollo de las energías renovables.
El 4 de junio de 2019 se amordazó con un pañuelo en la tribuna de la Asamblea Nacional para denunciar la reforma del reglamento de la Asamblea Nacional, que reduce el tiempo de palabra y el derecho de enmienda de los grupos políticos minoritarios.
En septiembre de 2019 lanzó con Gaspard D'Allens, periodista de Reporterre, una "comisión ciudadana de consulta para el manejo forestal alternativo", que reúne a parlamentarios, sindicalistas forestales y miembros de asociaciones de protección forestal. El 22 de julio de 2020, se presentó un proyecto de ley que prohibía la tala rasa de más de 2 hectáreas, firmado conjuntamente por diputados de los grupos Ecología, Democracia, Solidaridad, Comunista, Agir ensemble y Liberté et Territoires.
De febrero a julio de 2021, preside una comisión de investigación sobre la incautación de recursos hídricos por parte de intereses privados y sus consecuencias. Ese mismo año, puso en marcha con varias organizaciones políticas, asociaciones y sindicatos, un voto ciudadano por el agua. 294 912 personas votan entre el 22 de marzo y el 13 de abril de 2021, en línea o en uno de los 20 132 puntos de votación. La inclusión del derecho al agua y al saneamiento en la Constitución, así como la protección del agua y la prohibición de su monopolio por parte de multinacionales obtuvo el 99,61% de los votos. En junio de 2021, viaja a Guadalupe para investigar la gestión del agua y el saneamiento. El martes 29 de junio interrogó al gobierno sobre la situación observada en el lugar. El 15 de julio de 2021 presentó el informe final de la comisión de investigación, aprobado por unanimidad de los miembros de la comisión.